# Барбарка (Великопольське воєводство)
Барбарка (пол. Barbarka) — село в Польщі, у гміні Ґоліна Конінського повіту Великопольського воєводства.
Населення — 148 осіб (2011).
У 1975-1998 роках село належало до Конінського воєводства.

## Демографія
Демографічна структура станом на 31 березня 2011 року:
|          | Загалом | Допрацездатний вік | Працездатний вік | Постпрацездатний вік |
| -------- | ------- | ------------------ | ---------------- | -------------------- |
| Чоловіки | 72      | 13                 | 47               | 12                   |
| Жінки    | 76      | 19                 | 40               | 17                   |
| Разом    | 148     | 32                 | 87               | 29                   |